# شيماء الحيطي
شيماء الحيطي (مواليد 8 مايو 2001) هي لاعبة كاراتيه مغربية. حصلت على الميدالية الذهبية في منافسات 50 كغم في دورة ألعاب التضامن الإسلامي 2021 التي أقيمت في قونية، تركيا. وفازت بإحدى الميداليات البرونزية في منافسات 50 كغم في دورة ألعاب البحر الأبيض المتوسط 2022 التي أقيمت في وهران بالجزائر.
خسرت الميدالية البرونزية في منافسات 50 كغم في بطولة العالم للكاراتيه 2021 التي تقام في دبي، الإمارات العربية المتحدة.
وفي عام 2023 حصلت على الميدالية الفضية في دورة الألعاب العربية التي أقيمت في الجزائر العاصمة. شاركت في منافسات 50 كغم في بطولة العالم للكاراتيه 2023 التي أقيمت في بودابست، المجر وأُقصيت في أول مباراة لها.

## الإنجازات
| العام | الألعاب                    | المكان           | الترتيب       | المنافسات        |
| ----- | -------------------------- | ---------------- | ------------- | ---------------- |
| 2022  | العاب البحر الأبيض المتوسط | وهران، الجزائر   | المركز الثالث | الكوميتيه 50 كلغ |
| 2022  | ألعاب التضامن الإسلامي     | قونية، تركيا     | المركز الأولى | الكوميتيه 50 كلغ |
| 2023  | الألعاب العربية            | الجزائر، الجزائر | المركز الثاني | الكوميتيه 50 كلغ |